# Cyclotorna
Cyclotorna (лат.) — род мирмекофильных разнокрылых бабочек из надсемейства Zygaenoidea, выделяемый в монотипное семейство Cyclotornidae. Эндемики Австралии. Единственные среди бабочек эктопаразиты.

## Описание
Мелкие серовато-коричневого цвета молевидные бабочки (1—2 см; усики длинные нитевидные), чьи гусеницы (первоначально похожие на уплощённых мокриц, а на последних стадиях более ярко-окрашенные) являются эктопаразитами равнокрылых насекомых. Самки бабочек откладывают яйца (до 1400) на растения, поражённые цикадками (Cicadellidae) или листоблошками (Psyllidae). Молодые гусеницы первого возраста находят свою жертву и высасывают из неё гемолимфу. Гусеницы Cyclotorna, в итоге покидают своих хозяев и становятся хищниками личинок мясных муравьёв (Iridomyrmex purpureus), по-видимому, используя химические вещества (феромоны), индуцируют муравьёв для переноски гусениц в свои муравейники (перед окукливанием, покидая их гнёзда).

## Систематика
5 видов:
- Cyclotorna diplocentra  Turner, 1913[3]
- Cyclotorna egena Meyrick, 1912
- Cyclotorna ementita  Meyrick, 1921
- Cyclotorna experta Meyrick, 1912
- Cyclotorna monocentra Meyrick, 1907[4]